# Клімат льодовикової шапки

Сонячне випромінювання має нижчу інтенсивність у полярних регіонах, оскільки воно поширюється на більшу відстань через атмосферу, а також поширюється на більшу площу поверхні через похилий кут наближення.

Клімат льодовикової шапки — полярний клімат, де середня місячна температура не перевищує 0 °C (32 °F). Клімат охоплює території у високих широтах або поблизу них (65° широти) до полярних регіонів (70–90° північної та південної широти), таких як Антарктида, деякі з найпівнічніших островів Канади та Росії, Гренландія, а також деякі регіони та острови норвезького архіпелагу Шпіцберген які мають величезні пустелі снігу та льоду. Території з льодовиковим кліматом зазвичай вкриті постійним шаром льоду і не мають рослинності. Тваринний світ обмежений у кліматі більшості льодовикових шапок, як правило, поблизу океанських країв. Хоча клімат льодових шапок непривітний для життя людини, в Антарктиді та внутрішній частині Гренландії є кілька невеликих дослідницьких станцій.

## Життя

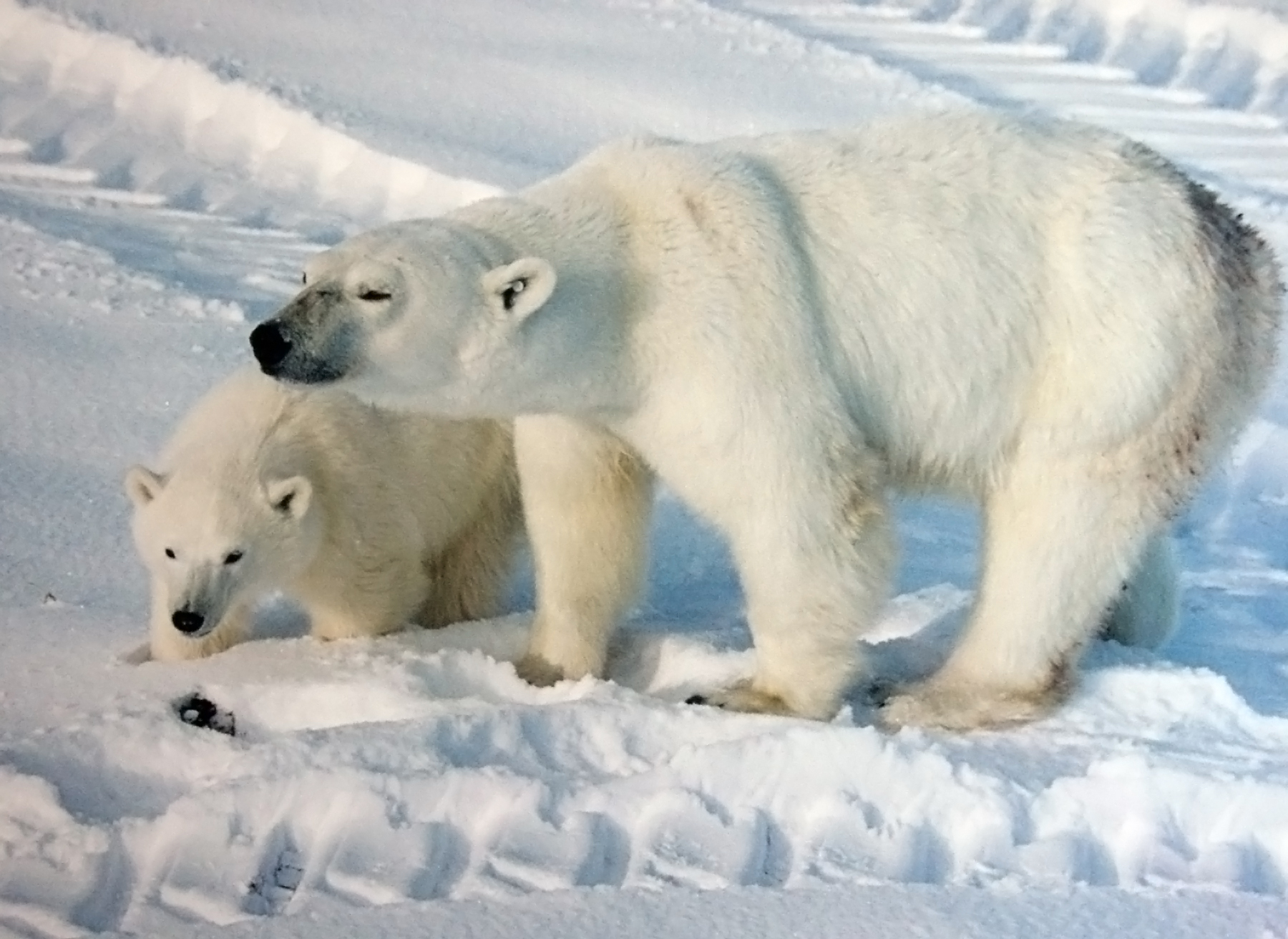
Білий ведмідь з дитинчам

У кліматі льодовикової шапки дуже мало життя на поверхні. Рослинність не може рости на льоду, і її немає, за винятком теплих окраїн, які іноді досягають максимуму вище нуля, навіть тоді вона обмежена мохами та лишайниками. Однак на околицях льодовикових шапок є значне тваринне життя. Більша частина цього життя харчується життям у навколишніх океанах. Добре відомі приклади – білі ведмеді в північному регіоні та пінгвини в Антарктиді.
Під льодовиковим покривом Антарктиди є кілька підльодовикових озер. Вчені припустили, що в цих озерах можуть існувати форми життя. Влітку 2011–2012 років російські вчені пробурили керн льоду в озері Восток в Антарктиді, але керн ще не проаналізований. Вчені особливо стурбовані випадковим забрудненням підлідних озер зовнішніми формами життя.

## Розташування
Двома основними регіонами з льодовиковим кліматом є Антарктида та Гренландія. Деякі з найпівнічніших островів Канади та Росії, а також деякі регіони та острови норвезького архіпелагу Шпіцберген також мають клімат льодовикової шапки. Крім того, значна частина Північного Льодовитого океану біля Північного полюса залишається крижаною цілий рік, фактично перетворюючи клімат на льодовик.

### Країні північні широти
Північний Льодовитий океан розташований в Арктичному регіоні. У результаті північна полярна льодовикова шапка є замерзлою частиною поверхні цього океану. Єдиним великим масивом суші в крайніх північних широтах, де є льодовиковий клімат, є Гренландія, але кілька менших островів поблизу Північного Льодовитого океану також мають постійні льодовиковішапки. Деякі місця, такі як Алерт, Нунавут попри те, що клімат тундри його характеризують як клімат льодовикової шапки, він має деякі характеристики клімату льодовикової шапки, оскільки середнє значення Алерт вище нуля в липні та серпні, протягом більшості років сніг не тане повністю, за винятком того, що потрапляє під пряме сонячне світло, і часто зберігається протягом року. багато років поспіль без повного танення, але залишається недостатньо для утворення будь-якого виду зледеніння.
Клімат льодовикової шапки не такий поширений на суші в крайніх північних широтах, як в Антарктиді. Це тому, що Північний Льодовитий океан пом’якшує температуру навколишнього суходолу, унеможливлюючи екстремальний холод, який спостерігається в Антарктиді. Насправді найхолодніші зими в північній півкулі спостерігаються в субарктичного клімату в Сибіру, наприклад у  Верхоянську, який знаходиться набагато далі вглиб материка і не має пом’якшувального впливу океану. Ця ж відсутність пом’якшувального океанічного ефекту в поєднанні з надзвичайною континентальністю російського інтер’єру забезпечує дуже тепле літо в тих самих районах, де суворі зими.

### Крайні південні широти
Центром материка Антарктида є Південний полюс. Антарктиду з усіх боків оточує Південний океан. У результаті високошвидкісні вітри кружляють навколо Антарктиди, не даючи теплішому повітрю з помірних зон досягати континенту. 
У той час як в Антарктиді є деякі невеликі ділянки тундри на північних околицях, переважна більшість континенту надзвичайно холодна і постійно замерзла. Через те, що він кліматично ізольований від решти Землі, на континенті панує екстремальний холод, якого немає ніде більше, і погодні системи рідко проникають на континент.

### Екстремальні висоти
Гірські льодовики широко поширені, особливо в Андах, Гімалаях, Скелястих горах, на Кавказі та в Альпах, де додається літера H, EFH.

### Позаземний
Марс, як і Земля, має льодовикові шапки на полюсах. Окрім замерзлої води, льодовикові шапки Марса також містять заморожений вуглекислий газ, широко відомий як  сухий лід. Крім того, на Марсі є сезони, подібні земним. Північний полюс Марса має постійну водяну льодовикову шапку та суху льодовикову шапку лише взимку. На південному полюсі і вода, і вуглекислий газ постійно заморожені.
Європа, супутник Юпітера, вкрита постійним шаром водяного льоду, подібно до Антарктиди. Вчені припускають, що тут можуть бути підльодовикові озера, подібні до тих, які можна побачити в Антарктиді.

## Геологічна історія
Клімат льодовикових шапок виникає лише в періоди льодовикових ер на Землі. У минулому Землі було п'ять таких періодів. Поза цими періодами Земля, ймовірно, була вільною від льоду навіть у високих широтах. До факторів, які спричиняють льодовикові ери на Землі, належать зміни в атмосфері, розташування континентів та енергія, отримана від сонця. Зараз Земля перебуває в періоді льодовикової ери.

## Льодовиковий покрив
Постійні мінусові температури спричиняють утворення великих льодовикових щитів у кліматі льодовикової шапки. Ці кльодовикові покриви, однак, не статичні, а повільно відсуваються від континентів у навколишні води. Накопичення нового снігу та льоду замінює втрачений лід. У кліматі льодовикової шапки опади майже відсутні. Ніколи не буває достатньо тепло для дощу, і зазвичай занадто холодно, щоб утворювати сніг. Проте вітер може здувати сніг на льодовикові покриви з сусідніх тундр.
Товщина льодовикових щитів часто сягає кілометрів. Велика частина суші, яка знаходиться під льодовиковими щитами, фактично знаходиться нижче рівня моря, і опинилася б під океаном, якби лід був видалений. Саме вага самого льоду змушує цю землю опускатися нижче рівня моря. Якби лід було видалено, суша знову піднялася б у результаті ефекту, який називається післяльодовиковим відскоком. Цей ефект створює нові землі в районах, які раніше були понпиті льодовиками, наприклад у Швеції.
Екстремальний тиск, який чинить лід, дозволяє утворювати рідку воду за низьких температур, яка інакше призвела б до утворення льоду, тоді як сам льодовиковий покрив ізолює рідку воду від холоду згори. Причини утворення підлідних озер, найбільшим з яких є Озеро Восток в Антарктиді.

## Опис
За класифікацію клімату Кеппена клімат льодовикової шапки позначається як EF. Клімат льодовикової шапки визначаються як клімат без місяців, вищих за 0 °C (32 °F). Такі області знаходяться навколо північного та південного полюсів, а також на вершинах багатьох високих гір. Оскільки температура ніколи не перевищує температуру танення льоду, будь-який сніг або лід, що накопичується, залишається там назавжди, з часом утворюючи великий льодовиковий покрив.
Клімат льодовикової шапки відрізняється від клімату тундри, або ET. Клімат тундри має літній сезон із стабільною температурою вище нуля протягом кількох місяців. Цього літа достатньо, щоб розтопити зимовий льодовий покрив, який перешкоджає утворенню льодоставу. Через це в тундрах є рослинність, а в льодовикових шапках немає.
Клімат льодовикової шапки є найхолоднішим кліматом у світі та включає найхолодніші місця на Землі. Із середньою температурою −55,2 °C (−67,4 °F) Восток, Антракдита, є найхолоднішим місцем у світі, а також зафіксовано найнижчу температуру −89,2 °C (−128,6 °F).